# Polejmynte
Polejmynte, Mentha pulegium, er en krybende mynteart med små, ovale, aromatiske blade og små lyserøde/lysviolette læbeblomster, som sidder i kranse i bladhjørnerne og blomster i juli og august. Ved blomstringen får den opretvoksende filtede blomsterstængler. Planten formeres i Danmark som regel ved frø. Udløberne kan overvintre i koldhus eller udendørs i milde vintre.

## Anvendelse
Denne gamle lægeplante er giftig på grund af sit indhold af pulegon. Den (og dens æteriske olie) har været anvendt til fremstilling af svangerskabsafbrydende midler.
Pulegon kan anvendes som plantebeskyttelsesmiddel, og polejmynte kan virke afskrækkende på insekter såsom lopper, bladlus, myrer osv.
Polejmyntens blade har en skarp og bitter smag, og de er også derfor ikke specielt anvendelige i madlavningen.